# Gustavo Deco
Gustavo Deco és professor d'Investigació de la Institució Catalana per a la Recerca i Estudis Avançats (ICREA) i catedràtic de la Universitat Pompeu Fabra (UPF), institució on dirigeix el grup de recerca en Neurociència Computacional (CNS) i el Center for Brain and Cognition (CBC). Ha obtingut del Consell Europeu de Recerca (ERC) l'ajut Advanced Grant i participa en el projecte insígnia de la Comissió Europea, Human Brain Project (HBP). De reconegut prestigi internacional, l'objectiu principal de la seva recerca és dilucidar amb precisió els principis computacionals subjacents a les funcions cerebrals en la salut i també quan es dona malaltia cerebral.